# Peter Gabriel Magnaye
Peter Gabriel Magnaye de Jesus (* 9. April 1992) ist ein philippinischer Badmintonspieler. 

## Karriere
Peter Gabriel Magnaye nahm 2011 im Herreneinzel und mit dem Herrenteam an den Südostasienspielen teil. Im Einzel wurde er dabei Neunter und mit der Mannschaft Fünfter. Bei der Badminton-Asienmeisterschaft 2012 schied er dagegen sowohl im Einzel als auch im Doppel schon in Runde eins aus. 2011 startete er des Weiteren bei den Macau Open 2011, 2012 bei der Indonesia Super Series 2012 und der Japan Super Series 2012.

## Referenzen
- Peter Gabriel Magnaye beim Badminton-Weltverband

| Personendaten    | Personendaten                    |
| ---------------- | -------------------------------- |
| NAME             | Magnaye, Peter Gabriel           |
| ALTERNATIVNAMEN  | Magnaye de Jesus, Peter Gabriel  |
| KURZBESCHREIBUNG | philippinischer Badmintonspieler |
| GEBURTSDATUM     | 9. April 1992                    |